# Саткліфф (Невада)
Саткліфф (англ. Sutcliffe) — переписна місцевість (CDP) в США, в окрузі Вошо штату Невада. Населення — 282 особи (2020).

## Географія
Саткліфф розташований за координатами 39°56′46″ пн. ш. 119°37′50″ зх. д. / 39.94611° пн. ш. 119.63056° зх. д. (39.946058, -119.630514).  За даними Бюро перепису населення США в 2010 році переписна місцевість мала площу 25,89 км², уся площа — суходіл.

## Демографія
Згідно з переписом 2010 року, у переписній місцевості мешкали 253 особи в 104 домогосподарствах у складі 61 родини. Густота населення становила 10 осіб/км².  Було 120 помешкань (5/км²).
Расовий склад населення:
| - 56,1 % — корінних американців - 39,9 % — білих - 0,4 % — азіатів - 2,0 % — осіб інших рас |

До двох чи більше рас належало 1,6 %. Частка іспаномовних становила 7,5 % від усіх жителів.
За віковим діапазоном населення розподілялося таким чином: 20,6 % — особи молодші 18 років, 60,0 % — особи у віці 18—64 років, 19,4 % — особи у віці 65 років та старші. Медіана віку мешканця становила 47,5 року. На 100 осіб жіночої статі у переписній місцевості припадало 90,2 чоловіків;  на 100 жінок у віці від 18 років та старших — 99,0 чоловіків також старших 18 років.
Середній дохід на одне домашнє господарство  становив 31 873 долари США (медіана — 27 500), а середній дохід на одну сім'ю — 39 066 доларів (медіана — 34 250). За межею бідності перебувало 21,6 % осіб, у тому числі 18,4 % дітей у віці до 18 років та 6,7 % осіб у віці 65 років та старших.
Цивільне працевлаштоване населення становило 44 особи. Основні галузі зайнятості: сільське господарство, лісництво, риболовля — 15,9 %, публічна адміністрація — 13,6 %, мистецтво, розваги та відпочинок — 11,4 %, будівництво — 11,4 %.